# Sampierdarena

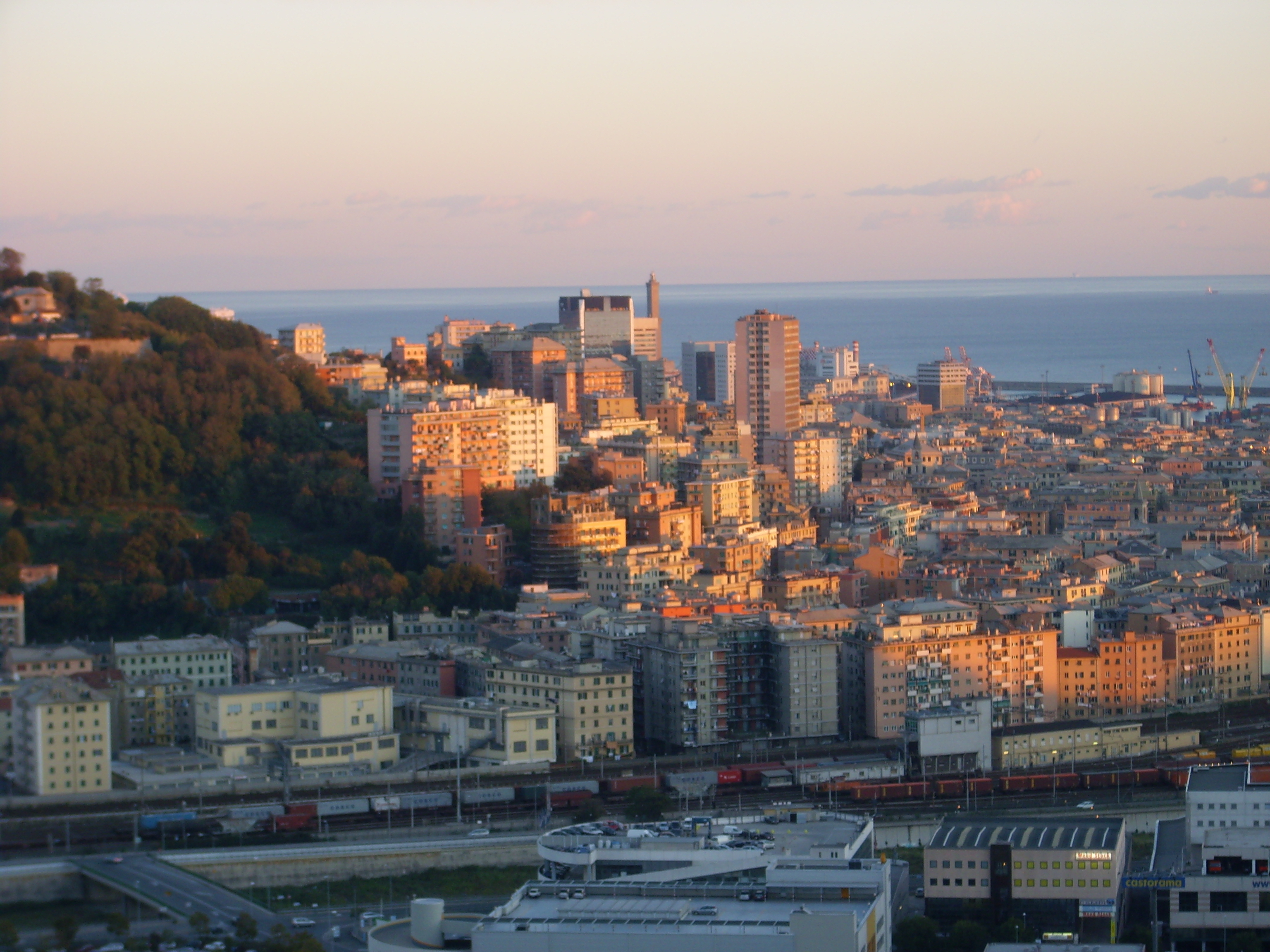
Panorama Sampierdareny.

Sampierdarena, dawniej San Pier d'Arena (lig. San Pê d'ænn-a) – dzielnica Genui o powierzchni 3,07 km², zlokalizowana na obszarze gminy Centro Ovest. Obejmuje osiedla: Belvedere, Campasso, Sampierdarena, San Bartolomeo del Fossato i San Gaetano. Według danych na 31 grudnia 2017 jej populacja wynosiła 43 463 mieszkańców, co czyni ją jedną z najbardziej zaludnionych dzielnic Genui (14 137 osób/km²).

## Komunikacja
Znajdują się tu stacje kolejowe Genova Sampierdarena i Genova Via di Francia.

## Sport
Do 1946 r. działał tu klub sportowy Ginnastica Sampierdarenese, obecnie UC Sampdoria, której stadion Stadio Luigi Ferraris znajduje się w dzielnicy Marassi.